# Kamil Kryński
Kamil Kryński (ur. 12 maja 1987 w Białymstoku) – polski lekkoatleta, sprinter.

## Osiągnięcia
Absolwent Szkoły Mistrzostwa Sportowego w Białymstoku. Reprezentuje barwy KS Podlasie Białystok, w 2008 zdobył brązowy medal mistrzostw Polski seniorów w biegu na 200 metrów. W 2009 sięgnął po brązowy medal młodzieżowych mistrzostw Europy (sztafeta 4 x 100 m, Kowno 2009). W 2009 sięgnął po srebrny medal mistrzostw Polski seniorów w biegu na 200 metrów. Halowy mistrz kraju w biegu na 200 metrów (2010). W 2010 został podwójnym mistrzem Polski (bieg na 200 m i sztafeta 4 × 100 m). Halowy mistrz kraju w biegu na 200 metrów (2011). Drugi zawodnik superligi drużynowych mistrzostw Europy (Sztokholm 2011) w biegu na 200 metrów. Mistrz kraju w sztafecie 4 × 100 metrów oraz biegu na 200 metrów (2011). Czwarty zawodnik mistrzostw świata w sztafecie 4 x 100 metrów (Daegu 2011). Podczas halowych mistrzostw Polski w 2012 zdobył brąz na 60 metrów i złoto na 200 metrów. Wicemistrz Polski w biegu na 100 metrów (2012). 7 miejsce w sztafecie 4 x 100 metrów i 20. lokata na 200 metrów podczas Igrzysk Olimpijskich „LONDYN 2012”. Podczas Igrzysk Olimpijskich wraz z kolegami ze sztafety 4 x 100 metrów poprawił 32-letni rekord kraju. Złoty medalista halowych mistrzostw Polski w biegu na 60 i 200 metrów (2013). Podczas superligi drużynowych mistrzostw Europy (2013) był trzeci w biegu na 100 metrów i w sztafecie 4 x 100 metrów.Brązowy medalista Letniej Uniwersjady w Kazaniu (2013). Srebrny medalista halowych mistrzostw kraju (2015) w biegach na 60 i 200 metrów.
Półfinalista biegu na 60 metrów podczas Halowych mistrzostw Europy w Pradze (2015). Srebrny medalista Letniej Uniwersjady Gwangju (2015).

## Rekordy życiowe
- bieg na 60 metrów (hala) – 6,68 s. (2015)
- bieg na 100 metrów – 10,33 s. (2012)
- bieg na 200 metrów – 20,56 s. (12 czerwca 2012, Bielsko-Biała) – 7. wynik w historii polskiego sprintu[3]